# 村田夏帆
村田夏帆（日语：／ Murata Natsuho，2007年5月24日—），日本小提琴家。
七歲開始取得日本國內外多數小提琴比賽優勝、獲賞，11歲開始與日本國內外交響樂團共演、出演音樂祭被譽為「日本天才小提琴家」「世界小提琴家的金雞蛋」
2023年以特別特待獎學生入學東京音樂大學附屬高等學校器樂專攻（小提琴）一年級。

## 經歷
日本茨城縣水戶市出生。以收看了神尾真由子的纪录片為契機，3歲半開始在茨城當地的川又久美子音樂教室學習小提琴。7歲開始師從原田幸一郎。
2014年獲得「第24回日本古典音樂大賽」小提琴部門小學低年級組第三名（第一名、第二名從缺）。
2016年「第一回白壽兒童小提琴大賽」小學3、4年級組第一名。
2017年「第71回全日本學生音樂大賽」東京大會、全國大會小學生組第一名、兔束獎、東儀奬合併受獎。
2018年，於義大利 聖維托-阿爾塔利亞門托 所舉辦的 「Il Piccolo Violino Magico」國際音樂比賽榮獲第一名、最年少出賽獎、聽眾獎。
同年11歲與東京交響樂團共演，首次作為小提琴獨奏出場。並在俄罗斯莫斯科舉辦的「Moscow Meets Friends」國際音樂祭開幕典禮上與弗拉基米尔·斯皮瓦科夫指揮以及莫斯科名家室内乐团共演，演奏亨里克·维尼亚夫斯基的《塔蘭台拉風格的詼諧曲》（Scherzo Tarantelle）。
同年，取得莫斯科主辦的「胡桃鉗國際青年音樂家比賽」弦樂器部門第一名，並受該音樂大賽評審扎哈尔·布隆青睞，數次接受扎哈尔·布隆的指導。
2019年起師從神尾真由子。
同年四月出演卡內基音樂廳所舉辦的「美國天才藝術家發展協會（AADGT）25周年紀念音樂會」。
5月，出演加拿大蒙特利尔所舉辦的蒙特利尔国际音乐比赛2019 Mini Violini獨奏、音樂會，獲皮耶·阿莫亞講評。
12月於「第20回胡桃鉗國際青年音樂家比賽開幕式」與莫斯科愛樂樂團共演柴可夫斯基小提琴協奏曲第三樂章。
2020年於聖彼得堡「胡桃鉗國際青年音樂家比賽受獎者紀念音樂會」與卡佩拉交响乐团共演莫札特第三號小提琴協奏曲。
2022年於Argerich and Friends公演受提拔，與瑪塔·阿格麗希同台。
同年於瑞士錫永舉辦的「Concours International de Violon Tibor jr.」以最年少出賽取得第一名及羅馬sincronia音樂協會特別獎。
2023年5月、與橫山奏所指揮的東京21世紀交響樂團共演，演奏貝多芬第二号小提琴與樂隊浪漫曲。
11月與安德烈埃·巴蒂斯托尼指揮的東京愛樂交響樂團共演西貝流士的小提琴協奏曲。
12月與尼古拉·迪亚杜拉指揮的烏克蘭愛樂交響樂團共演孟德爾頌E小調小提琴協奏曲。
2024年8月、在德國國際小提琴比賽「Kloster Schöntal International Violin Competition （页面存档备份，存于）」榮獲第一名及其他三個獎項，並獲得全部門最佳演奏者Reinhold Würth Sponsorship獎。

## 使用樂器
日本小提琴株式会社特別借予費迪南多·加利亞諾小提琴。
2024年使用阿瑪蒂小提琴。

## 外部連結
- 村田夏帆的X（前Twitter）